# 托雷耶
托雷耶（法語：Torreilles，法語發音：[tɔʁɛj] ⓘ）是法国东比利牛斯省的一个市镇，属于佩皮尼昂区。

## 地理
托雷耶（42°45'18"N, 2°59'38"E）面积17.14 平方千米，位于法国奧克西塔尼大區东比利牛斯省，该省份为法国大陆部分最南部的省份，涵盖了北加泰罗尼亚，北起奥德省，西接阿列日省和安道尔，南与西班牙接壤，东临地中海。
与托雷耶接壤的市镇（或旧市镇、城区）包括：勒巴尔卡雷斯、圣洛朗德拉萨朗克、克莱拉、维勒隆格-德拉萨朗克、圣玛丽拉梅尔。
托雷耶的时区为UTC+01:00、UTC+02:00（夏令时）。

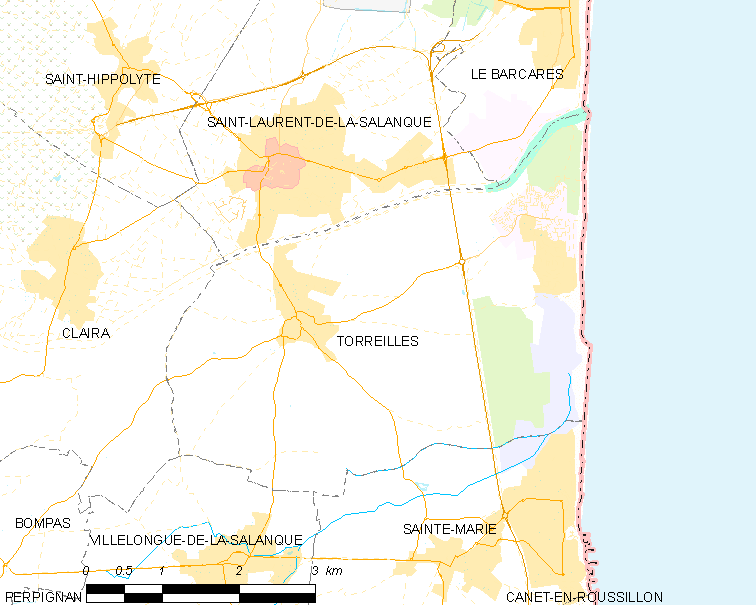
托雷耶的OSM定位图

## 行政
托雷耶的邮政编码为66440，INSEE市镇编码为66212。

## 政治
托雷耶所属的省级选区为萨朗克海岸县。

## 人口

1962-2008年间托雷耶人口变化图示

托雷耶于2022年1月1日时的人口数量为3793人。